# Carnaval de Granville

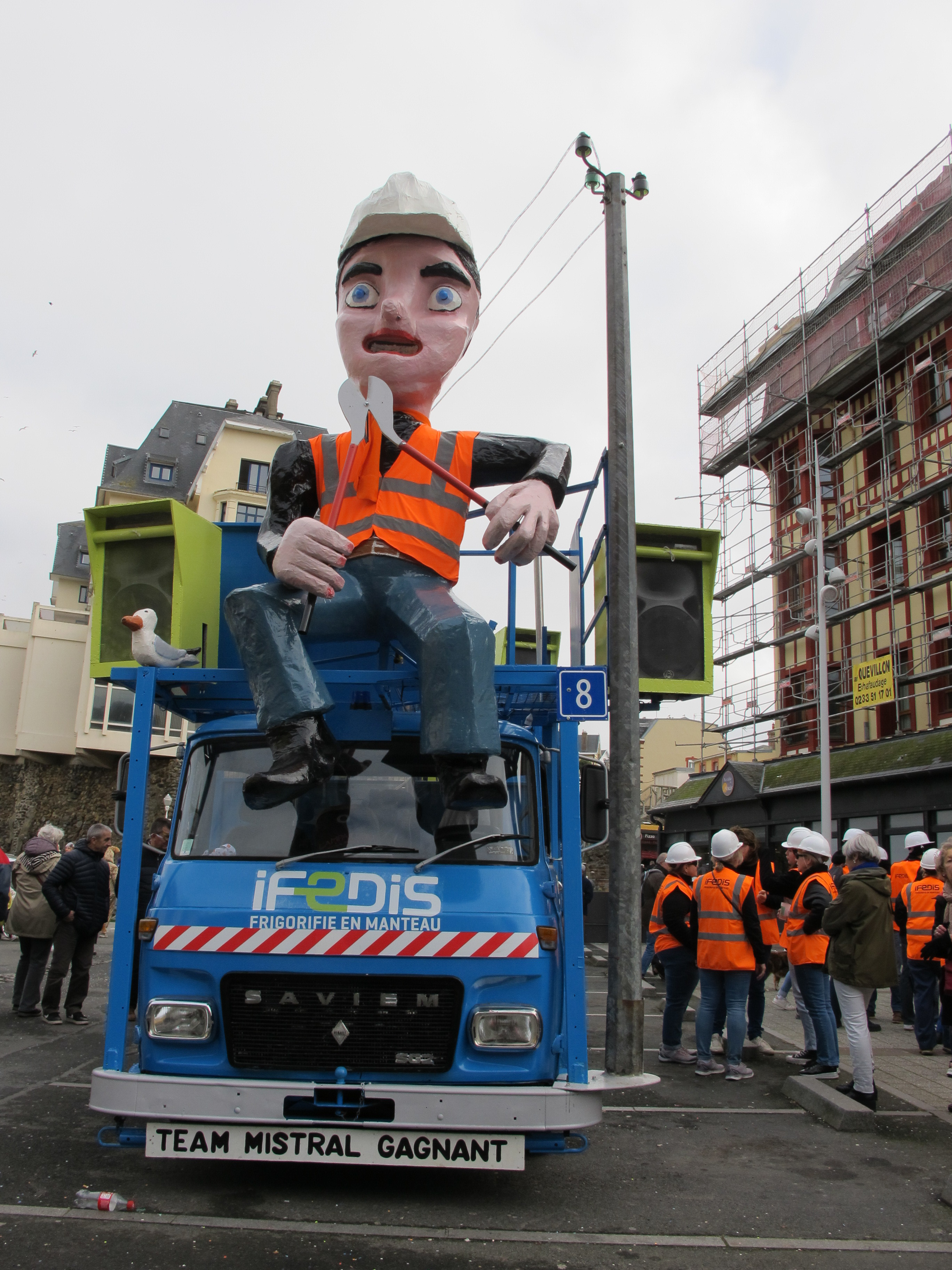
Char "ifedis" lors du carnaval de Granville 2023.

Le carnaval de Granville est un carnaval qui se déroule chaque année, durant les cinq jours à l'occasion de Mardi gras, à Granville (France). Il est inscrit au Patrimoine mondial de l'Unesco depuis 2016. 

## Historique
L'histoire du carnaval est liée à l'histoire maritime de la ville de Granville. À l'époque où la pêche à la morue était l'activité principale du port, les départs des Terre-neuvas avaient lieu aux alentours de Mardi gras. Le carnaval était leur dernière fête à terre avant de prendre la mer. Il est aujourd'hui l’un des trois grands carnavals ayant subsisté, chacun avec leurs spécificités et leurs coutumes, dans des villes portuaires françaises.
La première édition du carnaval - avec comité d'organisation - a lieu le 7 février 1875,. Le carnaval s'inscrit alors dans la tradition des fêtes de bienfaisance : parmi les chars composant la cavalcade, un char de la charité récolte des fonds pour l'aide aux plus pauvres. Cette tradition a été reprise en 2003, et depuis le dernier char de la parade récolte des fonds pour une association granvillaise. 
Un projet de dossier d'inscription au patrimoine mondial de l'UNESCO est déposé en 2013 par les organisateurs du festival. En juin 2014, le Ministère de la Culture confirme que le carnaval de Granville est le candidat officiel de la France au patrimoine immatériel de l'Unesco, en 2015. Le Carnaval est officiellement inscrit au Patrimoine mondial en 2016. 
La Carnaval de Granville figure également dans l'Inventaire du patrimoine culturel immatériel français.

## Déroulement
Pendant près de six mois, à partir de septembre, la quarantaine de chars et la dizaine de modules constitutifs des cavalcades du Carnaval sont préparés dans un grand atelier ainsi que dans divers ateliers, situés en périphérie de l’agglomération et mis en permanence à la disposition des carnavaliers par la municipalité. 
Le carnaval se déroule à partir du vendredi soir les jours précédant le Mardi-gras. Durant ces cinq jours, la communauté carnavalière prend possession de l’ensemble du territoire urbain.
- Vendredi : concert d'ouverture du carnaval.
- Samedi : bal des enfants, les enfants s'amusent en défilant dans les rues de Granville en compagnie de groupes musicaux et du char du « roi carnaval ».
- Dimanche : cavalcade dans les rues de la ville, associant des chars et des groupes musicaux (fanfares, etc.). En 2012, 38 chars, 2 100 carnavaliers et 13 troupes musicales ont défilé.
- Lundi : « bal à papa » (bal des carnavaliers), toutes les personnes ayant contribué à l'organisation et au défilé des chars de carnaval se retrouvent pour faire la fête.
- Mardi : cavalcade dans les rues puis parodie de jugement du « roi carnaval ». Le roi carnaval est ensuite brûlé dans le bassin à flot du port. En fin d'après-midi, une grande bataille de confettis se déroule sur le Cours Jonville (place principale de la ville). Le soir, des « intrigues » ont traditionnellement lieu dans les rues, les bars et les restaurants.Char en forme de Radar, Carnaval 2019.

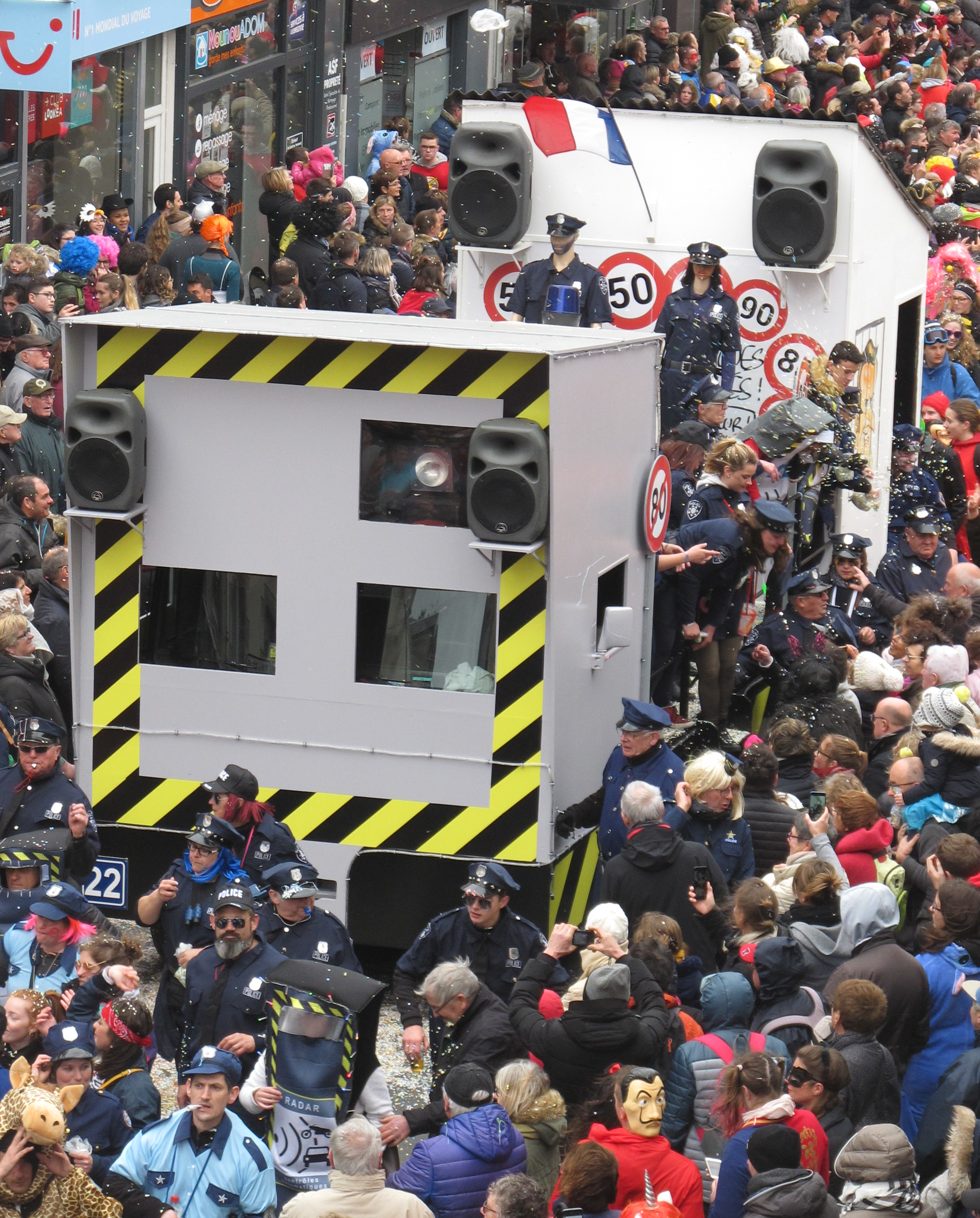
Char en forme de Radar, Carnaval 2019.

## Intrigues
Les « intrigues » sont une des spécificités du carnaval de Granville. Elles se déroulent toujours le mardi soir, à la fin du carnaval, entre Granvillais. Seuls ou en groupes, les intrigants, entièrement déguisés afin de ne pas être reconnus, se déplacent alors dans les bars, les restaurants ou chez l'habitant à la rencontre de certaines personnes, afin de distiller à leurs sujets  plaisanteries et rumeurs, avérées ou non. Il s'agit parfois de règlement de comptes qui permettent d'exprimer en public, en toute impunité, les ressentiments accumulés pendant l'année vis-à-vis d'une connaissance ou d'une personnalité de la vie publique granvillaise.

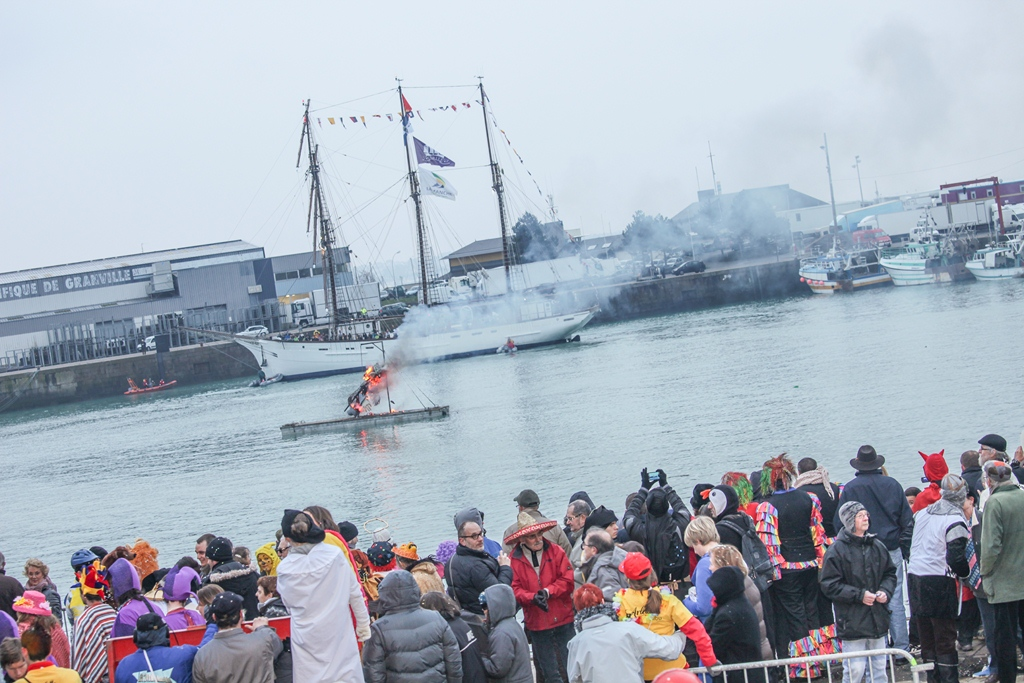
Crémation du « roi carnaval », 2013.
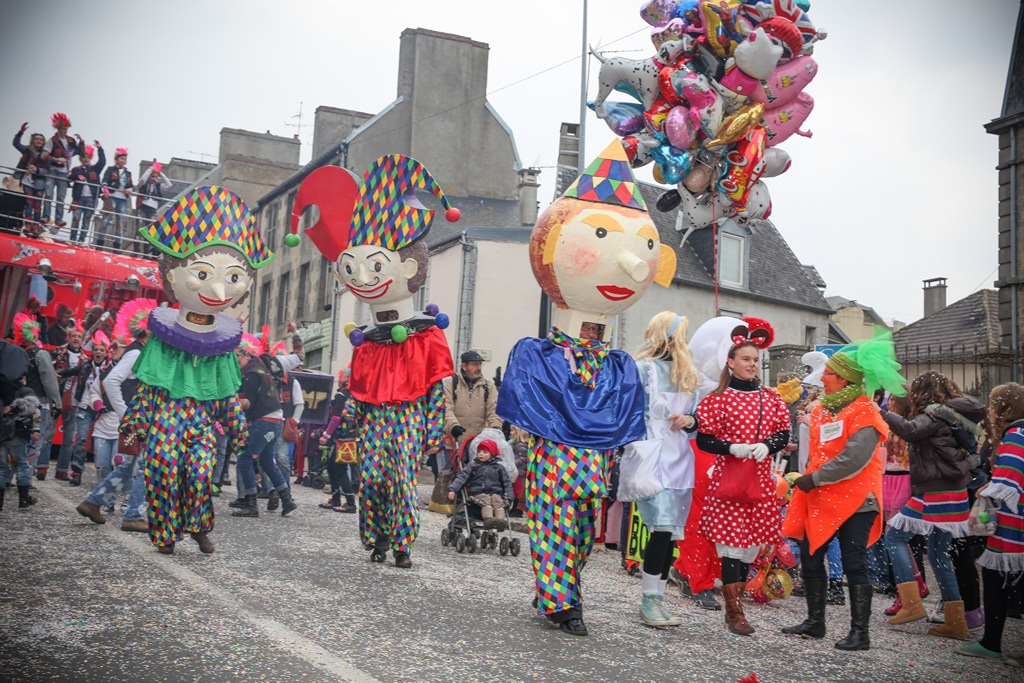
Cavalcade, 2013.
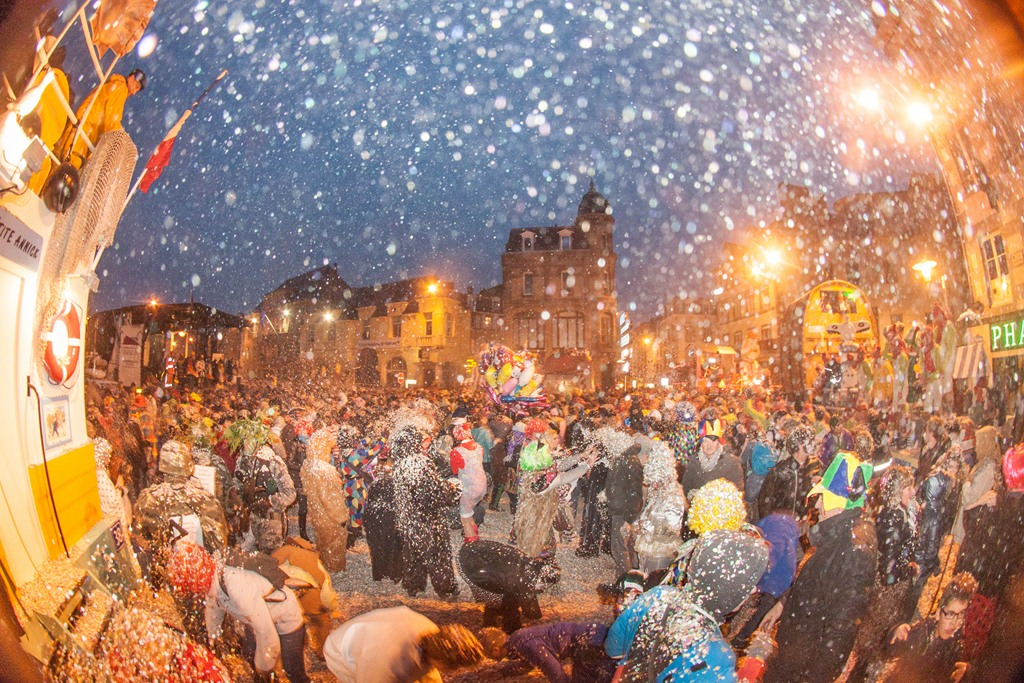
Pluie de confettis, 2013.